# Estação Ferroviária de Parque das Cidades
A Estação Ferroviária de Parque das Cidades é uma interface da Linha do Algarve, que serve a localidade de São João da Venda e o Estádio Algarve, no distrito de Faro, em Portugal.

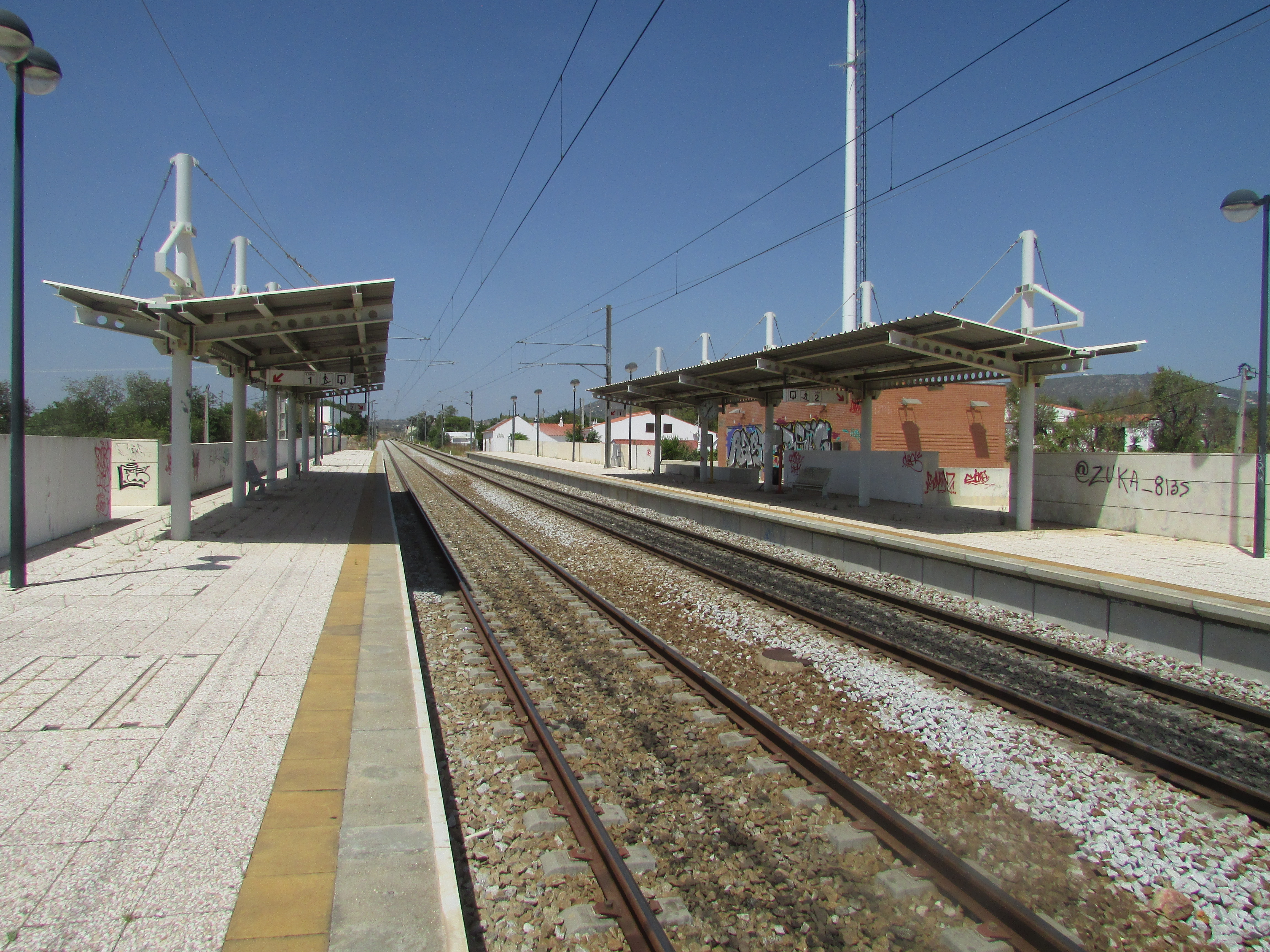
Via e plataformas da estação de Parque das Cidades, em 2017.

## Descrição

### Caracterização
Em 2007, a estação de Parque das Cidades dispunha de um sistema de informação ao público, que era realizada a partir da Estação de Faro. Em 2009, possuía duas vias de circulação, ambas com 396 m de comprimento útil, e duas plataformas, tendo cada uma 150 m de extensão e 90 cm de altura. Em Janeiro de 2011, já surge  como tendo vias com 414 m de comprimento, e plataformas com 70 cm de altura.

### Localização e acessos

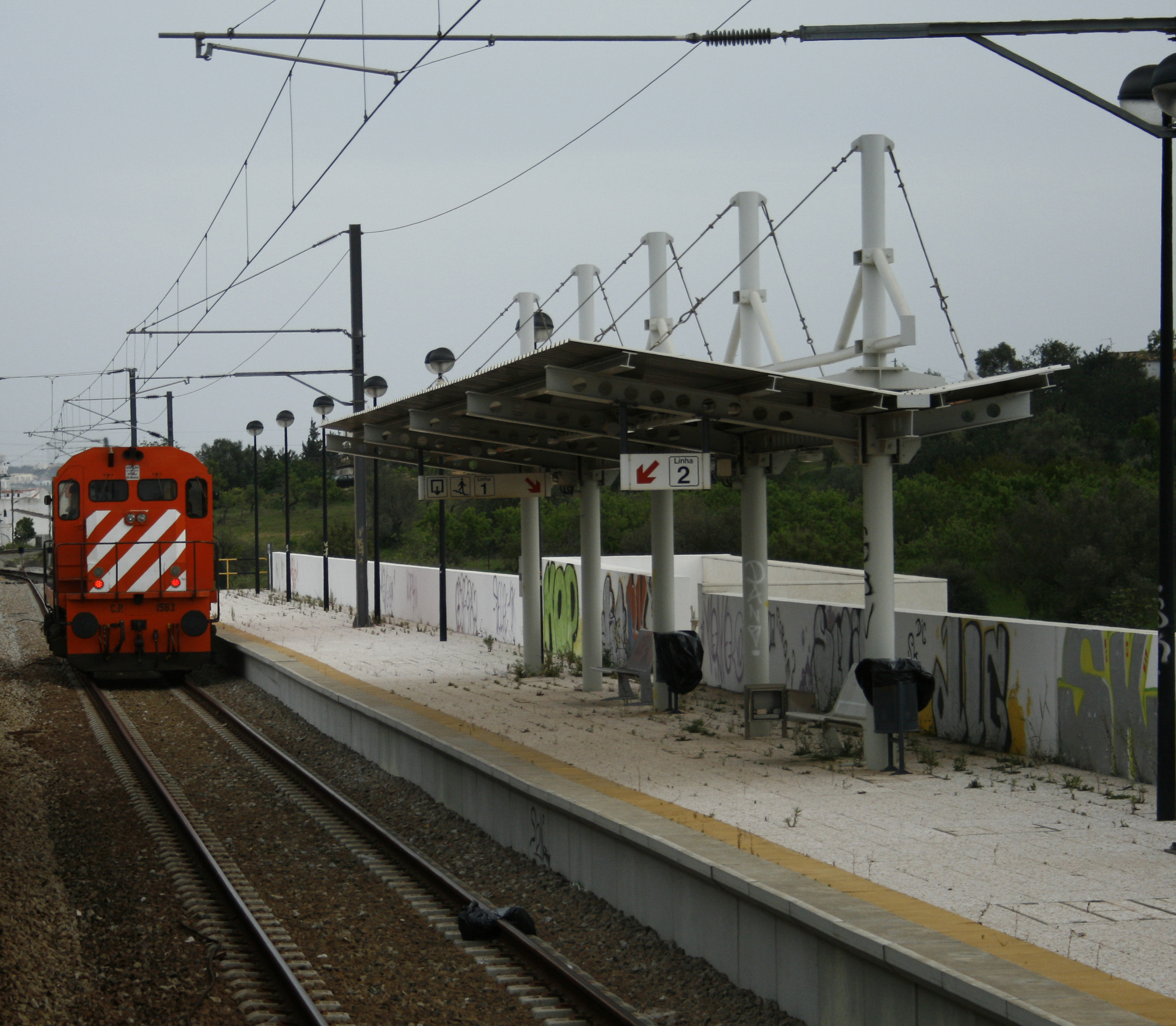
Locomotiva diesel em Parque das Cidades, em 2010.

Esta estação dista do Estádio Algarve, para o qual servir foi construída, 1,4 km (via Caminho do Lagar e Av. Eusébio). Em dados de 2022, não é diretamente servida pelo transporte público rodoviário coletivo da rede regional Vamus Algarve apesar das cinco carreiras que circulam, sem paragem, na rodovia paralela à via férrea (R. J. Pires Pinto: 2, 10, 59, 68, e 118); estas têm porém paragem junto ao extinto apeadeiro de Almancil-Nexe, encerrado desde 2004 para dar lugar justamente à estação de Parque das Cidades e desta distante 800 m); o acesso mais próximo (carreiras 2, 9, e 66) situa-se a 590 m da estação.

## História
Esta interface situa-se no lanço da Linha do Algarve Tunes e Faro, que abriu à exploração no dia 1 de Julho de 1889. Porém, não fazia parte originalmente deste lanço, tendo sido construída de raiz ao ponto quilométrico 332 da Linha do Algarve (no segmento 452, i.e., a nascente de Tunes) tendo o projecto sido concebido em 2000 por Dante Macedo e Conceição Machado.

Entrou ao serviço em 2004, para servir o Estádio Algarve, no sentido de reduzir o uso do transporte rodoviário como meio de deslocação para os utentes daquele recinto desportivo, minimizando desta forma os problemas de estacionamento e de congestionamento de tráfego. Com efeito, teve um grande protagonismo durante o Campeonato Europeu de Futebol de 2004, quando foi utilizada pelos espectadores dos jogos.